# Sokolov (huyện)
Huyện Sokolov (tiếng Séc: Okres Sokolov) là một huyện (okres) nằm trong vùng Karlovy Vary của Cộng hòa Séc. Huyện Sokolov có diện tích 753  km², dân số năm 2002 là 93227 người. Thủ phủ huyện đóng ở Sokolov. Huyện này có 38 khu tự quản.

## Các khu tự quản
Huyện Sokolov có 38 khu tự quản sau: